# Donatus D'Haese
Donatus D'Haese, (Erondegem, 6 februari 1861 - Zwijndrecht, 27 november 1935) was een Vlaams onderwijzer, schrijver en politicus.

## Biografie

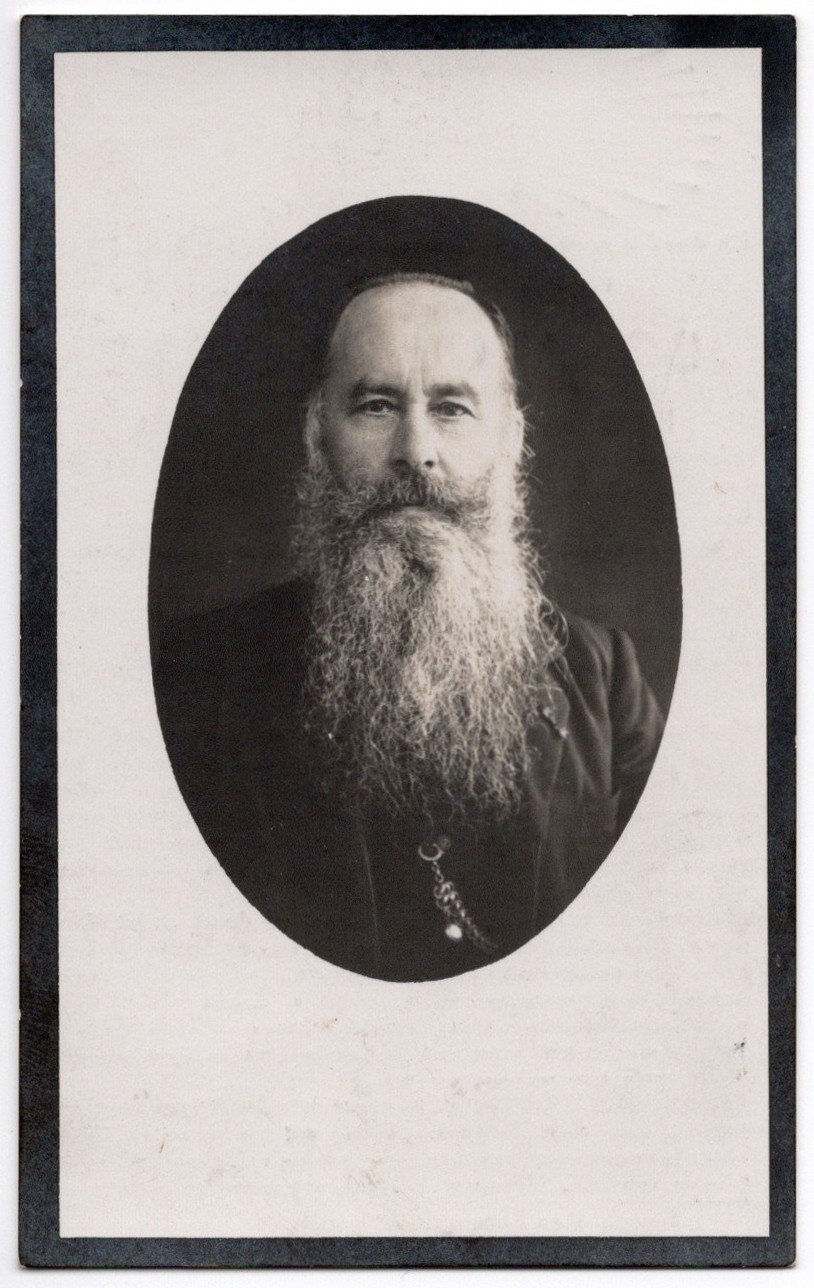
Bidprentje Donatus D'Haese-voorzijde

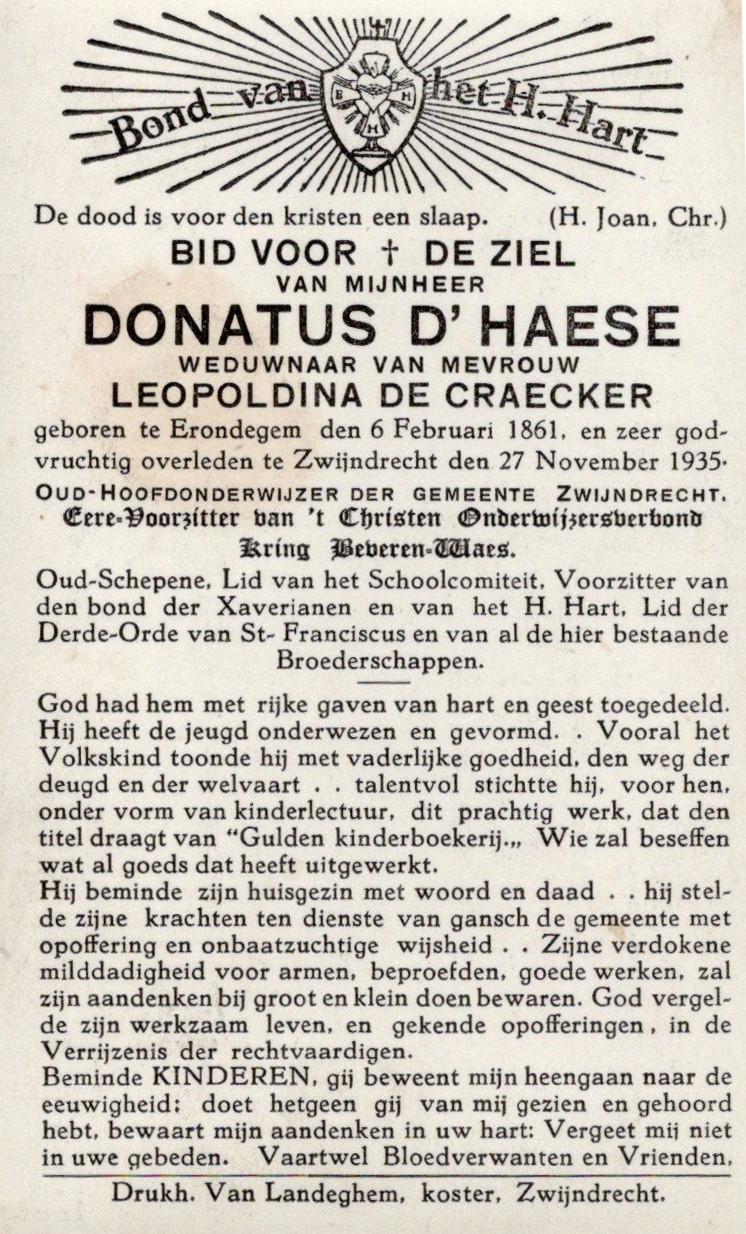
Bidprentje Donatus D'Haese-achterzijde

D'Haese werd geboren in Erondegem en huwde in Lede op 18 januari 1888 met Leopoldina De Craecker. Samen kregen ze vijf kinderen: Willem (4 april 1889), Julia (10 april 1890), Octaaf (7 maart 1893),  Maria (13 april 1896) en Paul (20 mei 1897), die later de schrijfmethode D'haese ontwikkelde. 

## Loopbaan
Nadat men de verplicht opgerichte Gemeentelijke Jongensschool in Zwijndrecht sloot, na een daar grimmig gevoerde Schoolstrijd 1878-1884, groeide het leerlingenaantal van de Vrije Sint-Paulus Jongensschool snel. Daardoor had men een tekort aan katholiek opgeleide onderwijzers. D'Haese kreeg er een benoeming als leerkracht rond 1887. Later werd hij gepromoveerd tot hoofdonderwijzer (directeur met een klas). Op zijn vraag richtte men in 1907, in de lokalen van de Sint-Paulusschool, een zondagsschool voor volwassenen op. Door het geringe succes zette men de lessen reeds stop in 1911 en ging men over tot het stichten van een avondschool voor volwassenonderwijs. Ook dit initiatief kreeg weinig belangstelling waardoor het beëindigd werd in de zomer van 1918. In overleg met het gemeentebestuur kwam een nijverheidsschool tot stand, in de volksmond beter gekend als de vakschool. Dit onderwijs richtte zich specifiek op jongens vanaf dertien jaar. In november 1919 startte de school met D'Haese als eerste directeur. Eveneens was hij voorzitter van de Christelijke Onderwijzersbondkring Beveren-Waas. Tijdens de Eerste Wereldoorlog bleef hij als enige van het lerarenkorps zijn ambt uitoefenen. In 1920 ging D'Haese met pensioen.
Na zijn op pensioenstelling stapte hij in de lokale politiek. Bij de verkiezingen van april 1921 behaalde hij meteen het mandaat van eerste schepen. In 1926 werd hij herkozen. D'Haese bleef eerste schepen tot en met 1932.
Donatus D'Haese overleed te Zwijndrecht op 27 november 1935. Het familiegraf waarin hij, samen met zijn echtgenote en ongehuwde kinderen Julia, Maria en Paul begraven ligt, bevindt zich op de begraafplaats van Zwijndrecht.

## Publicaties
Naast zijn loopbaan in het onderwijs publiceerde D'Haese verschillende werken. In 1905 typeerde men hem als: 'Schrijver van Vlaamsche en Fransche leesboeken en geschiedeniswerken, rekenboeken, zedelijke verhalen enz.' Zes van zijn geschriften werden in Brugge uitgegeven.
- Eene plechtige prijsdeeling in eene lagere school, 1901 - Uitgeverij A.-J. Witteryck-Delplace, Brugge
- Geluk, Lijden en Zegepraal van een kind des volks, 1904 - Uitgeverij A.-J. Witteryck-Delplace, Brugge
- Onze omwenteling van 1830 met hare Oorzaken en hare Gevolgen, 1905 - Uitgeverij A.-J. Witteryck-Delplace, Brugge
- Wonderbare Gebeurtenissen in Woord en Beeld, 1930 - Uitgeverij A.-J. Witteryck-Delplace, Brugge
- Verheven Lessen in Woord en Beeld, 1931 - Uitgeverij A.-J. Witteryck-Delplace, Brugge
- Onze Verlossing in Woord en Beeld, 1932 - Uitgeverij A.-J. Witteryck-Delplace, Brugge[1]